# Lara's Theme
"Lara's Theme" är namnet på ett ledmotiv som skrevs för filmen Doktor Zjivago från 1965 av kompositören Maurice Jarre. Strax därefter blev ledmotivet grunden för sången "Somewhere, My Love". Ett flertal versioner, både orkestrala och vokala, har spelats in, bland de mest populära var versionen av Ray Conniff Singers.

## Komposition och inspelning
Regissören David Lean bad Maurice Jarre att skriva musiken till Doktor Zjivago, inklusive ett tema för karaktären Lara, spelad av Julie Christie. Till en början hade Lean velat använda en välkänd rysk sång men kunde inte hitta rättigheterna till den, och delegerade ansvaret till Jarre. Lean informerade Jarre om att han arbetade under tidspress och att partituret behövde komponeras och spelas in inom cirka tio veckor.
Jarre skrev ett antal ledmotiv till filmen, men Lean var missnöjd med ledmotivet till Lara. Lean föreslog för Jarre att han, i stället för att tänka på Doktor Zjivago eller Ryssland, skulle åka till bergen med sin flickvän och skriva ett kärlekstema till henne. Lean sa att temat inte borde handla specifikt om Ryssland, utan snarare vara ett universellt tema. Jarre tillbringade helgen i bergen ovanför Los Angeles, och på måndagen hittade han "Lara's Theme" när han satt vid pianot en timme.
Vid klippningen av Doktor Zjivago reducerade Lean och producenten Carlo Ponti eller raderade helt och hållet många av de teman som Jarre komponerat; Jarre var olycklig eftersom han kände att en övertro på "Lara's Theme" skulle förstöra soundtracket.

## Användning av temat i filmen
På soundtrackalbumet till Doktor Zjivago finns det ingen låt listad som "Lara's Theme". En variant av verket förekommer dock i ett flertal avsnitt. Vissa spår innehåller det kortfattat, medan andra är sammansatta helt av motivet. Orkestreringen är varierad, framför allt med balalajka och orkester.
En av de främsta anledningarna till att temat finns med i så många spår är att en improviserad balalajkaorkester hyrdes in från flera rysk-ortodoxa kyrkor i Los Angeles. Musikerna kunde bara lära sig 16 takter åt gången och kunde inte läsa skrivna noter. Edgar Stanistreet, en gatumusikant från Philadelphia, hävdade att han blev ombedd att spela låten över telefon för en MGM-chef och senare togs in i studion för att spela in. Han krediterades dock inte. Låtar som innehåller den inkluderar (från 1995 års Extended Soundtrack-utgåva):
- 1) Ouvertyr - en fartfylld marschversion av den spelas under en del av ouvertyren före eftertexterna
- 2) Huvudtitel – en betydande del av huvudtemat ägnas åt "Laras tema" arrangerat med balalajka, stråkar och dragspel.[3]
- 3) Kontakion/Funeral Song – kort citerad i slutet av stycket
- 12) Efter desertörer dödat översten - återigen, ett kort "citat" från det dyker upp i slutet av låten
- 14) Lara säger adjö till Jurij - Den första omfattande användningen av "Lara's Theme" är en sorglig version som spelas med tunga balalajka- och fiolsektioner
- 23) Jurij följer ljudet av vattenfallet
- 24) Tonja och Jurij anländer till Varykino – nämns kort i mitten av låten
- 27) Jurij och påskliljorna – spelas under "årstidernas växlingar"-delen av filmen, det monotona vintertemat byggs upp till en fullfjädrad version av "Lara's Theme"
- 28) På en gata i Juriatin – en komplett tolkning med full orkesteruppbackning
- 29) I Laras sovrum
- 30) Jurij rider till Juriatin
- 33) Jurij flyr - en dyster militärmarsch avbryts av ett citat från "Lara's Theme" som i slutändan blir ett klimax
- 37) Jurij försöker skriva
- 39) Lara läser sin dikt
- 42) Then It's A Gift (End Title) - mycket lik "On A Yuriatin Street", en komplett, triumferande slutlig återgivning av låten

Detta soundtrack innehåller också jazz, rock 'n' roll och swingversioner av "Lara's Theme" som framfördes av MGM Studio Orchestra mellan tagningarna.

## Tidiga sånginspelningar
Trots Jarres estetiska rädslor blev temat en omedelbar succé och blev känt över hela världen. Paul Webster tog temat och lade till text till det för att skapa "Somewhere, My Love". Connie Francis var först intresserad av att spela in låten, men drog sig ur projektet när texten presenterades för henne eftersom hon tyckte att den var för "corny".  Några veckor senare omprövade Francis sin ståndpunkt och spelade in låten ändå, men vid det laget hade Ray Conniff också spelat in en egen version, och hans version nådde plats 9 på Billboard Hot 100-listan 1966. Conniffs version av låten toppade också "Easy listening"-listan i USA i fyra veckor. Trots Conniffs framgångar fick Francis också sin version släppt som singel, och även om den misslyckades med att ta sig in på listorna i USA blev den en av hennes största framgångar internationellt och nådde "Top 5" i territorier som Skandinavien och Asien. I Storbritannien släppte Mike Sammes Singers en sångversion 1966, som nådde plats 14 på den brittiska listan 1967.
Flera andra versioner av låten har sedan dess släppts, inklusive många på olika språk. Sex olika franskspråkiga versioner (och 16 franska orkesterversioner) av "La Chanson de Lara" gavs ut i Frankrike och Belgien 1966–1967, de mest sålda av den ivoriansk-franske sångaren John William (över 260 000 exemplar) och den franska gruppen Les Compagnons de la chanson (nästan 300 000 sålda), och alla versioner sålde totalt över en miljon exemplar i Frankrike. I Italien släpptes 44 olika versioner, bland dem vokalversioner med titeln "Dove non so" inspelade av Orietta Berti, Rita Pavone och Connie Francis. Andra språk var tyska, "Schiwago Melodie (Weißt du wohin?)" av Karel Gott; svenska, "Nå'nstans, nå'ngång" av Country Four och Marianne Kock; och danska, "Et sted min ven" ("Någonstans min vän") av Poul Bundgaard.

## Andra inspelningar
Vokala versioner inkluderar inspelningar av:
- Connie Francis (på engelska som Somewhere, My Love, på spanska som Sueño de Amor, och på italienska som Dove non so.
- Ivan Rebroff på ryska och svenska
- Peter Alexander på tyska som Weißt du, wohin.
- Tereza Kesovija, Nada Knežević och Marjana Deržaj spelade också in Laras Theme i Jugoslavien som Larina pjesma (på kroatiska), Larina pesma (på serbiska) respektive Larina pesem (på slovenska).
- Andy Williams släppte en version 1967 på sitt album, Born Free.
- 1966 spelade Mrs. Miller in en cover på låten på sitt andra album på Capitol Records, Will Success Spoil Mrs. Miller?
- Frank Sinatra spelade in en cover på låten med ett Ernie Freeman-arrangemang för sitt album "That's Life" 1966.
- Den italiensk-amerikanske tenoren Sergio Franchi spelade in en cover på låten som "Somewhere, My Love" på sitt RCA Victor-album From Sergio – With Love från 1967.[6]

Instrumentala versioner inkluderar:
- Ronnie Aldrich spelade in en cover på låten i Ronnie Aldrich And His Two Pianos på sin Decca-LP "Two Pianos In Hollywood" från 1967 under titeln Lara's Theme (From "Dr. Zhivago").[7]
- Harry James spelade in en jazzversion på sitt album The King James Version (Sheffield Lab LAB 3, 1976).
- En speldosa spelar "Lara's Theme" i början av James Bond-filmen Älskade spion (1977).

## Utmärkelser
1967 vann "Somewhere, My Love" en Grammy för bästa framträdande av en kör och nominerades till en Grammy för Song of the Year. Den förlorade mot "Michelle" av John Lennon och Paul McCartney från The Beatles.